# Василівка (Шосткинський район)
Васи́лівка — село в Україні, у Середино-Будській міській громаді Шосткинського району Сумської області. Населення становить 37 осіб. До 2020 орган місцевого самоврядування — Старогутська сільська рада.

## Географія
Село Василівка знаходиться на лівому березі річки Уличка, вище за течією на відстані 1,5 км розташоване село Стара Гута, нижче за течією на відстані 4,5 км розташоване село Білоусівка (ліквідовано в 2000 р.). Село оточене лісовим масивом (сосна, береза).

## Назва
Свою назву Василівка запозичила від імені засновника — бунчукового товариша Василя Васильовича Кочубея.

## Символіка
На гербі зображено герб Кочубеїв, село назване на честь бунчукового товариша Василя Васильовича Кочубея. Два схрещені козацькі стяги символізують прикордоне положення села. Козацький хрест над місяцев символізують козацькі звитяги.

## Історія
За твердженням А. М. Лазаревського, Василівка була заселена сином полтавського полковника Василя Васильовича Кочубея бунчукового товариша Василем Васильовичем Кочубеєм (? — До 1792), який з 1772 по 1779 рр. служив предводителем дворянства Глухівського повіту, а з 1782 по 1783 рр. обіймав посаду радника Новгород-Сіверського намістницького правління. Місцеві краєзнавці поділяють цю точку зору і вважають, що це сталося на початку 50-х років XVIII століття.
На момент опису Новгород-Сіверського намісництва (1779–1781) Василівка перебувала у власності В. В. Кочубея, який володів у ній млином на річці Уличка і 11 хатами. У той час в селі проживало 11 мешканців зі своїми сім'ями, які землеробством займалися мало через нестачу орних земель, а промишляли виготовленням бондарчих виробів і продажем їх у Старій Гуті і Новій Гуті.
Після смерті В. В. Кочубея, яка настала до 1792 р., Василівка перейшла у спадок до його сина — предводителя дворянства Глухівського повіту Василя Васильовича Кочубея (бл. 1750 — 03.1800), а від нього — до його дружини Олени Василівні Туманській і трьом синам — Олександру, Дем'яну і Аркадію.
Навесні 1826 Кочубеї розділили між собою успадковані маєтки і закріпили Василівку за Аркадієм Васильовичем Кочубеєм (9.02.1790 — 4.03.1878), який служив Київським віце-губернатором (9.03.1827 — 1830) і губернатором Орловської губернії (1.01.1832 — 4.05.1837), а 23 грудня 1836 р. затвердили вказаний розділ через Глухівський земський суд.
Напередодні скасування кріпосного права, в 1859 році, у Василівці значилося 40 дворів, у яких мешкало 60 чоловіків і 66 жінок. Більшість з них були кріпаками і належали А. В. Кочубею.
У ході селянської реформи 1861 року А. В. Кочубей втратив право власності на своїх кріпаків, проте зберіг за собою великі земельні володіння, які перебували в його власності до 4 березня 1878 р., після чого перейшли у спадок до його сина — голови імператорського Російського технічного товариства Петра Аркадійовича Кочубея (17.06.1825 — 15.12.1892), а від нього до його сина — предводителя дворянства Глухівського повіту Василя Петровича Кочубея (02.1868 — ?)
Ні школи, ні церкви до революції у Василівці не було. Незважаючи на це, відсоток грамотності серед місцевих жителів був досить високим і на початку 1897 становив 18%.
12 червня 2020 року, відповідно до Розпорядження Кабінету Міністрів України № 723-р «Про визначення адміністративних центрів та затвердження територій територіальних громад Сумської області» увійшло до складу Середино-Будської міської громади.
19 липня 2020 року,  в результаті адміністративно-територіальної реформи та ліквідації Середино-Будського району, село увійшло до Шосткинського району.

## Цікаві факти
Назва лісу Колуберище пов'язана з ранніми ченцями-євангелізаторами (ще до хрещення Русі). Серед найраніших назв ченців було слово калугер – від гр. καλόγερος ‘чернець’ (καλός ‘гарний’ + γέρων ‘старець’). Яке з часом трансформувалось в місцеву гібридну форму колубер. Це слово не утрималося у словнику, але досі живе у топонімах.